# Новомиргородське-2
Новоми́ргородське-2 — лісовий заказник місцевого значення в Україні. Об'єкт розташований на території Новомиргородського району Кіровоградської області, на захід від села Котівка. 
Площа 523 га. Статус присвоєно згідно з рішенням Кіровоградської обласної ради № 851 від 22.01.2010 року. Перебуває у віданні ДП «Олександрівський лісгосп» (Новомиргородське лісництво, кв. 34—37, кв. 42—46). 
Статус присвоєно для збереження частини лісового масиву (Котівський ліс) з цінними насадженнями дуба.